# 27 aprilie
ianuarie • februarie • martie  • aprilie  • mai  • iunie  • iulie  • august  • septembrie  • octombrie  • noiembrie  • decembrie
27 aprilie este a 117-a zi a calendarului gregorian și ziua a 118-a în anii bisecți. Mai sunt 248 de zile până la sfârșitul anului.

## Evenimente

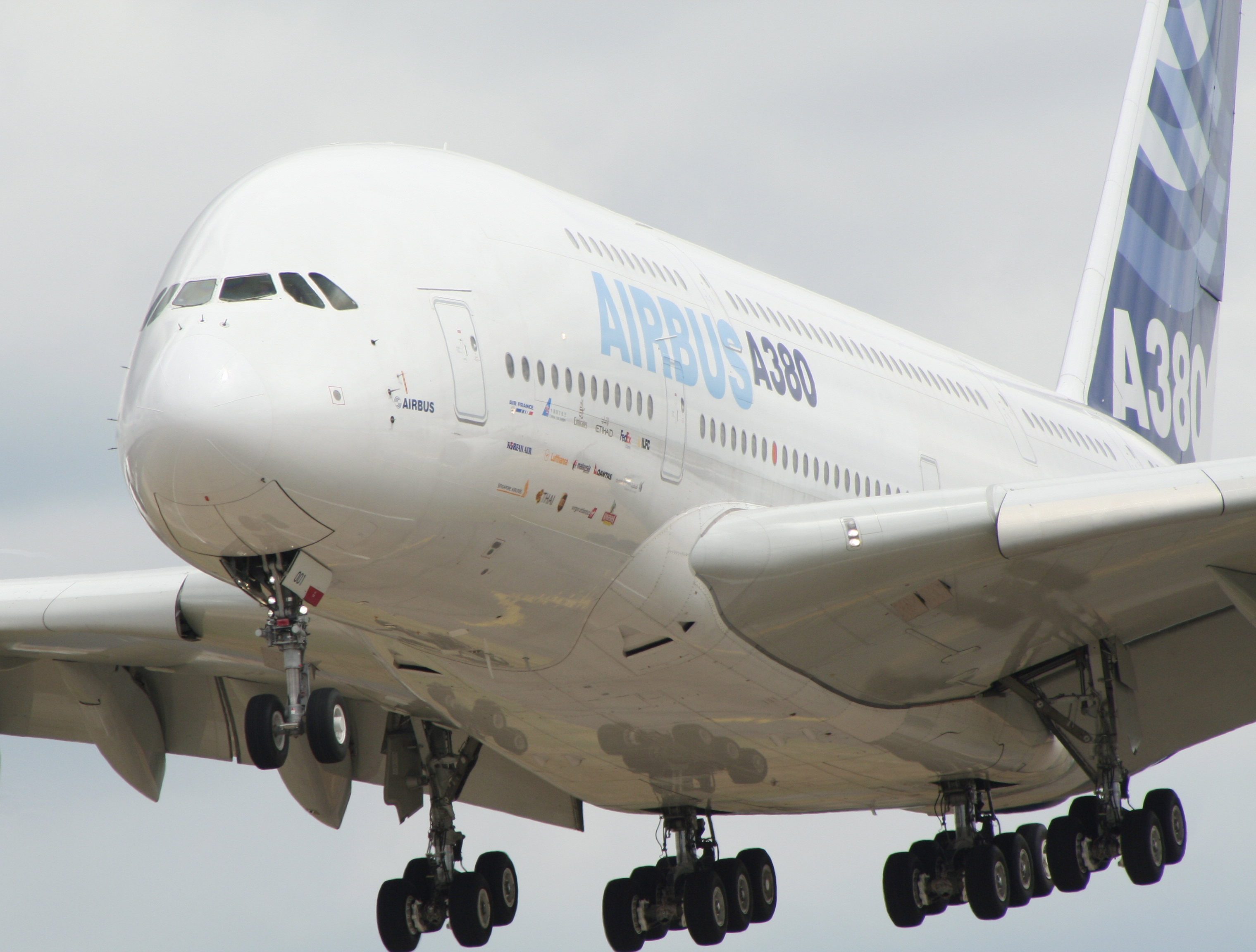
2005: Cel mai mare avion construit vreodată, Airbus A380, a efectuat primul său zbor de pe aeroportul din Toulouse, Franța.

- 0395: Împăratul Arcadius s-a căsătorit cu Aelia Eudoxia, fiica generalului Flavius Bauto. Ea a devenit una dintre cele mai puternice împărătese romane ale Antichității târzii.
- 1521: Bătălia de la Mactan: Exploratorul Ferdinand Magellan este ucis de băștinașii din Filipine conduși de Lapu-Lapu.
- 1578: În ciuda interdicțiilor, are loc duelul Mignonilor, unul dintre cele mai faimoase dueluri din istoria Franței, între doi favoriți ai regelui Henric al III-lea al Franței și doi favoriți ai lui Henric I, Duce de Guise.
- 1667: Poetul John Milton, sărac și orb, este nevoit să vândă drepturile de autor pentru poemul Paradisul pierdut. Suma primită: 10£.
- 1865: În SUA, nava cu aburi Sultana, purtând 2.300 de pasageri a explodat și s-a scufundat în Mississippi omorând 1.700 de oameni.
- 1883: Papa Leon al XIII-lea înființează Arhidieceza de București.
- 1906: Duma de stat a Imperiului rus se reunește pentru prima dată.
- 1908: La Londra, are loc ceremonia de deschidere a ediției a IV-a a Jocurilor Olimpice.
- 1909: Sultanul otoman Abdul-Hamid al II-lea este înlăturat de mișcarea "Junilor Turci" și este succedat de fratele său, Mehmed al V-lea.
- 1922: În Valea Jiului are loc o explozie provocată în mina de cărbune Aurelia, care a dus la decesul a 82 de mineri și rănirea altor 14.
- 1931: George Enescu a terminat orchestrația operei „Oedip”, creație pe care a dedicat–o Mariei Rosetti–Tescanu.
- 1941: Al Doilea Război Mondial: Trupele germane intră în Atena.
- 1944: Palatul Mogoșoaia este închiriat Ambasadei Elveției la București.
- 1945: Al Doilea Război Mondial: Benito Mussolini este arestat de partizanii italieni la Dongo, în timp ce  încerca să scape deghizat ca un soldat german.
- 1948: Lucrețiu Pătrășcanu a fost arestat sub acuzație falsă de complot, împreună cu Lena Constante, Elena Pătrășcanu, Bellu Zilber, Harry Brauner.
- 1992: Este proclamată Republica Federală Iugoslavia, care cuprinde Serbia și Muntenegru.
- 1994: Au avut loc primele alegeri multirasiale din Africa de Sud.
- 2002: Echipa masculină de seniori a României a devenit campioană europeană la gimnastică, cu ocazia desfășurării celui de–al 25–lea Campionat European.
- 2002: Filosoful Andrei Pleșu, fondator și rector al Institutului de studii avansate New Europe College din București, a primit premiul „Joseph–Bech" pe anul 2001.
- 2005: Cel mai mare avion construit vreodată, Airbus A380, a efectuat primul său zbor de pe aeroportul din Toulouse, Franța.
- 2012: Guvernul Ungureanu a căzut în urma adoptării Moțiunii de cenzură intitulate „Opriți Guvernul șantajabil. Așa nu, niciodată” organizată de USL, după cel mai scurt mandat din istoria României moderne (doar 78 de zile de la învestire). Moțiunea a fost adoptată cu 235 de voturi „pentru”, iar 9 parlamentari au votat „împotrivă”. Pentru adoptare, erau necesare 231 de voturi.[1]
- 2014: Ziua celor patru Papi - Papii Ioan al XXIII-lea și Ioan Paul al II-lea sunt declarați sfinți de Papa Francisc în prima canonizare papală din 1954. La ceremonie a participat și Papa Benedict al XVI-lea.

## Nașteri

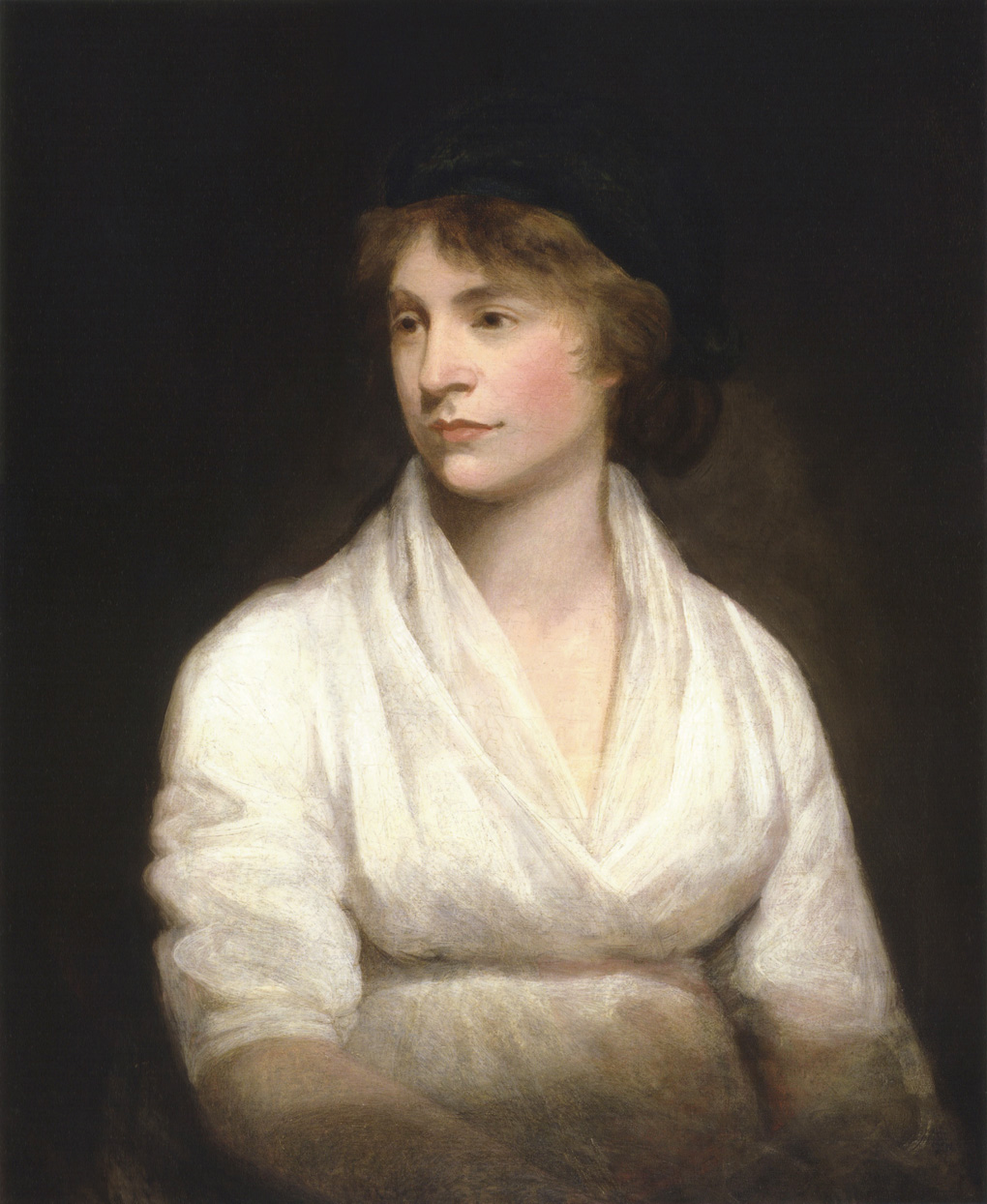
Mary Wollstonecraft, scriitoare britanică, filosoafă și feministă

- 1650: Charlotte Amalie de Hesse-Kassel (d. 1714)
- 1701: Carol Emanuel al III-lea al Sardiniei (d. 1773)
- 1759: Mary Wollstonecraft, scriitoare britanică, filosoafă și feministă (d. 1797)
- 1791: Samuel Morse, inventatorul codului Morse (d. 1872)
- 1806: Maria Christina a celor Două Sicilii, regină a Spaniei (d. 1878)
- 1820: Herbert Spencer, filosof englez (d. 1903)
- 1822: Ulysses Grant, al 18-lea președinte al Statelor Unite (d. 1885)
- 1848: Otto al Bavariei (d. 1916)
- 1853: Jules Lemaître, critic și dramaturg francez (d. 1914)
- 1906: Mark Alexander Abrams, sociolog britanic (d. 1994)
- 1932: Anouk Aimée, actriță franceză (d. 2024)
- 1959: Cezar Preda, politician român
- 1967: Willem-Alexander al Țărilor de Jos, actualul monarh al Regatului Țărilor de Jos
- 1968: Cristian Mungiu, regizor român

## Decese
- 1404: Filip al II-lea, Duce de Burgundia (n. 1342)
- 1521: Ferdinand Magellan, navigator portughez (n. 1480)
- 1605: Papa Leon al XI-lea (n. 1535)
- 1656: Jan van Goyen, pictor olandez (n. 1596)
- 1694: Johann George al IV-lea, Elector de Saxonia (n. 1668)
- 1706: Bernhard I, Duce de Saxa-Meiningen (n. 1649)

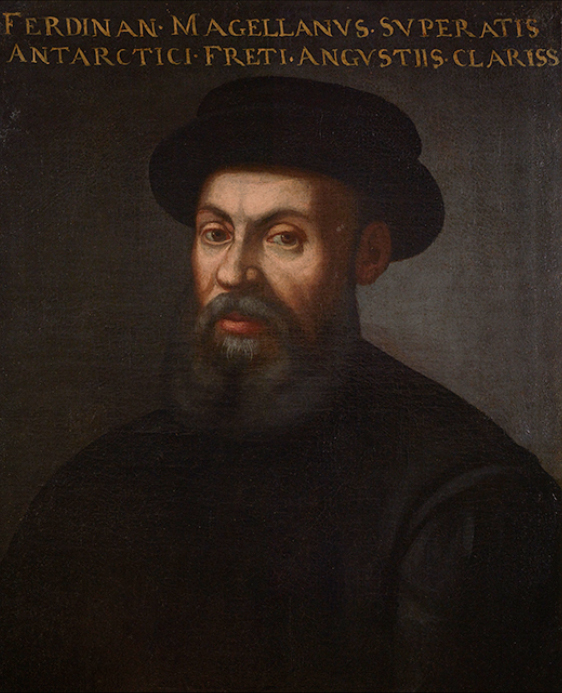
Ferdinand Magellan, navigator portughez
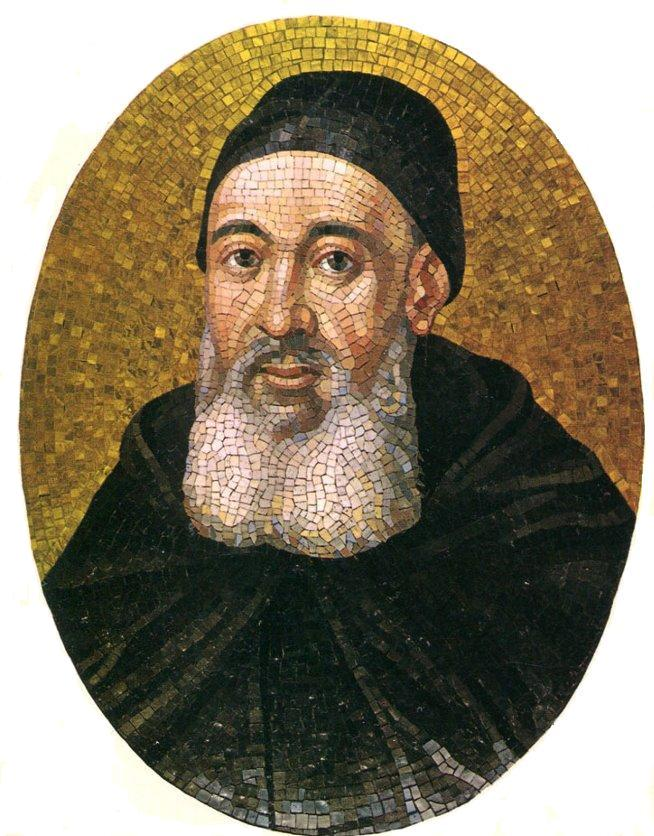
Mechitar de Sebastia, traducător armean
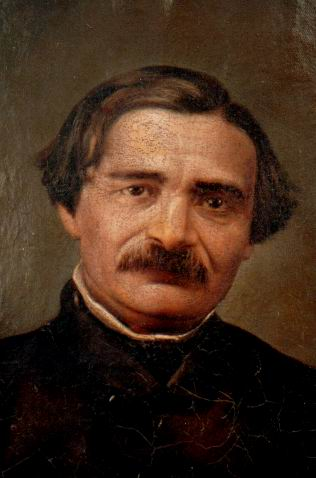
Ion Heliade Rădulescu, poet, prozator român

- 1749: Mechitar de Sebastia, călugăr armean, om de cultură (n. 1676)
- 1831: Carol Felix, rege al Sardiniei (n. 1765)
- 1872: Ion Heliade Rădulescu, poet, prozator, ziarist și om politic român (n. 1802)
- 1894: Charles Laval, pictor francez (n. 1862)
- 1915: Alexandr Scriabin, compozitor și pianist rus (n. 1872)
- 1932: Hart Crane, scriitor american (n. 1899)
- 1952: Guido Castelnuovo, matematician italian (n. 1865)
- 1968: Vasili Nikolaevici Ajaev, scriitor rus (n. 1915)
- 1972: Kwame Nkrumah, politician, primul președinte al Ghanei (n. 1909)
- 1986: J. Allen Hynek, astronom american (n. 1910)
- 2014: Vujadin Boškov, fotbalist și antrenor de fotbal sârb (n. 1931)
- 2014: George Astaloș, poet, romancier și dramaturg român (n. 1933)

## Sărbători
- Africa de Sud: Ziua Libertății
- Ziua Independenței : Togo (1960); Sierra Leone (1961)
- Ziua drapelului național al Republicii Moldova